# Martin Planer
Martin Planer (* um 1510 in Neustädtel; † 24. Februar 1582 in der Teichmühle bei Großhartmannsdorf) war ein kursächsischer Oberbergmeister.

## Leben und Wirken

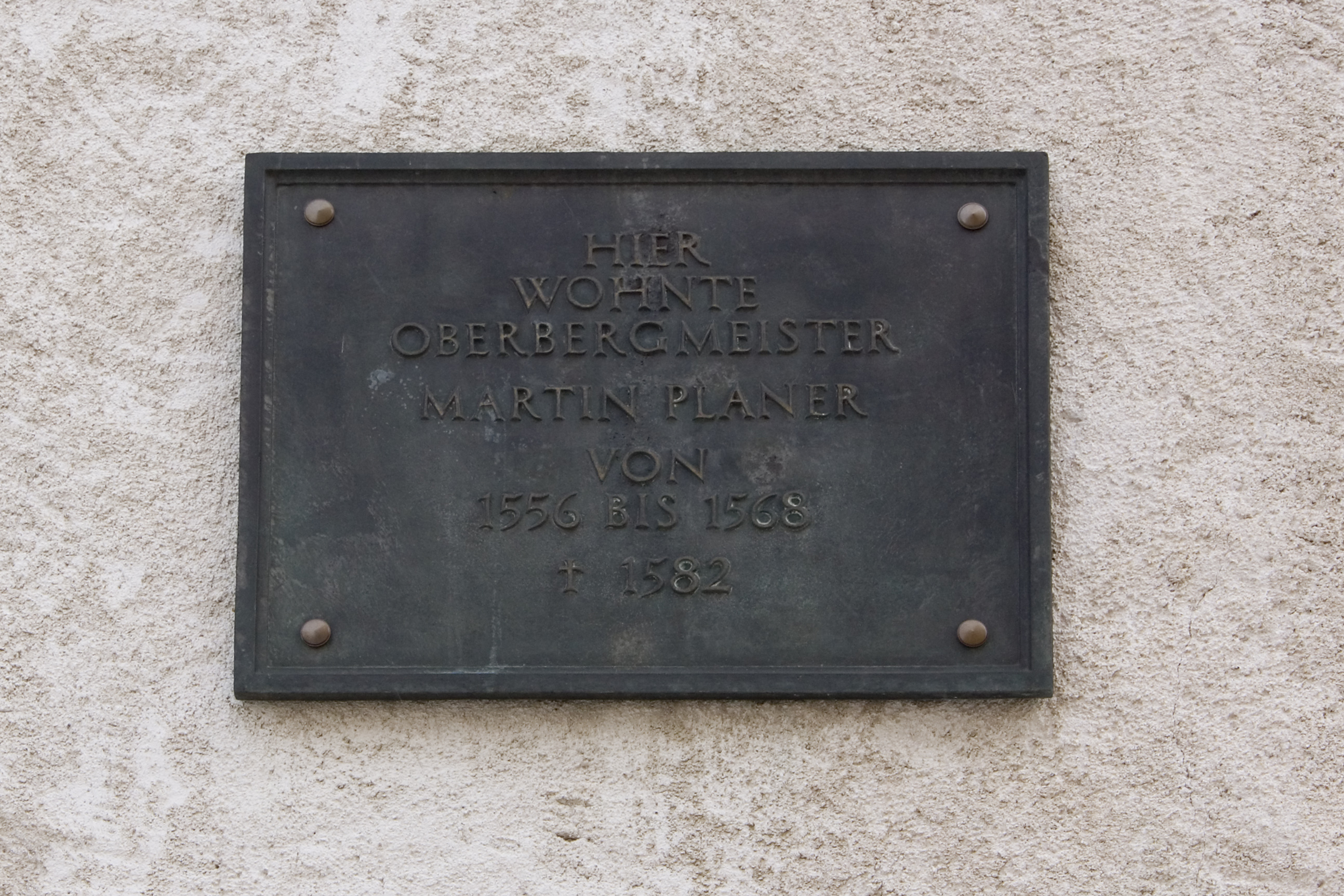
Gedenktafel in Freiberg, Pfarrgasse 20

Planer arbeitete als Erzjunge und Bergmann im Schneeberger Bergbau. Dort wurde er zum Steiger und Kunststeiger bestellt. Nach 1550 wirkte Planer als Kunststeiger im Freiberger Revier und erhielt 1555 das Bürgerrecht der Bergstadt. Planer baute zu Beginn seines bergmännischen Wirkens das Stollensystem im Freiberger Bergbau aus, was die Erschließung tieferer Lagerstätten ermöglichte. Anschließend widmete er sich der Maschinentechnik, er installierte insgesamt 38 Kunstgezeuge im Freiberger und Brander Bergbau und konnte dadurch die Kosten für Pferdegöpel und Wasserknechte auf ca. 20 % der ursprünglich aufgewendeten Summen reduzieren.
1557 erfolgte seine Berufung zum Bergmeister in Freiberg. Ab 1558 begann der Bau der von Planer konzipierten Anlage von Kunstgräben und Kunstteichen zur Heranholung von Aufschlagwasser aus dem oberen Gebirge ins Freiberger Revier. Damit legte er die Grundlage für das System der Revierwasserlaufanstalt. Am 3. Januar 1569 wurde er von Kurfürst August von Sachsen zum Bergwerksverwalter verbunden mit der Befehlsgewalt über alle kursächsischen Bergmeister, Geschworenen, Schichtmeister und Steiger bestallt. Noch im gleichen Jahr folgten die Planungen für einen Floßgraben von den Wäldern im Quellgebiet der Flöha zur Freiberger Mulde, der die Wasserscheide zwischen beiden Flusseinzugsgebieten überwinden musste. Doch erst im 17. Jahrhundert entstand die Neugrabenflöße nach neuen Plänen des Oberhüttenverwalter Friedrich Lingke. Die Anlegung des Elsterfloßgrabens ist ebenfalls ein Werk Planers. Bei Beyern und Limehna betrieb Planer Goldseifen.
Planer schuf sich dadurch einen Namen im Wasserbau, was dazu führte, dass er mit der Ausführung von Brunnenbauten beauftragt wurde. 1561 errichtete er ein von einem zwanzig Ellen großen Wasserrad angetriebenes Feldgestänge von 715 m Länge, das Wasser aus dem Letzschtal auf die Burg Stolpen förderte. 1562 folgte die Grabung des Brunnens auf der Festung Königstein, die 1571 vollendet wurde. Seit 1568 leitete er auch das Abteufen des 1572 vollendeten Brunnens auf Jagdschloss Augustusburg. Weiterhin entstanden nach Planers Plänen die Salinen in Artern und Poserna. 1576/77 legte er den Neugraben von der Schwarzen Elster nach Annaburg an.
Für seine Verdienste belehnte ihn Kurfürst August 1566 mit der Teichmühle am Zehntelteich. Nach dem Tode Simon Bogners wurde Planer 1568 dessen Nachfolger als Bergvogt. Ein Jahr später erfolgte seine Bestellung zum Bergverwalter. Ab 1574 wirkte er als Oberbergmeister in Freiberg und übte unter Berghauptmann Wolf von Schönberg die Aufsicht über die sächsischen Bergwerke aus. Sein Nachfolger als Oberbergmeister wurde Christoph Werner.
Mit seiner Frau Walpurga hatte Planer einen Sohn (Jacob) sowie vier Töchter, von denen eine mit dem Bergverwalter David Greuß verheiratet war.